# Sant Miquel de Castellvell
Sant Miquel de Castellvell és una església romànica, antiga església parroquial de Castellvell, municipi d'Olius (Solsonès), protegida com a bé cultural d'interès local.

## Descripció
L'església està en ruïnes. Malgrat això, queden vestigis que donen idea del tipus de construcció i de la forma de l'església. Era una església de tres absis rodons i d'una nau. Les mides del braç longitudinal són 6,30 x 18 m, i del braç transversal són 3,60 x 8,30 m. Està orientada a l'est. La nau de volta ha desaparegut. Resta només la part baixa dels murs de l'absis central i lateral nord i la forma rodona a nivell del sòl del lateral sud. Els tres absis són bastits damunt d'una plataforma semicircular que els comprèn tots tres. De la resta de l'església, la nau està marcada per blocs sobreposats damunt del sòl. El parament és de grans carreus en filades. La porta sembla que era al mur sud. No es veuen finestres.

## Història
L'enderrocament de l'església va produir-se al segle xix. Els anys 1977-1978 es van posar al descobert els vestigis que en queden. L'església de Sant Miquel era parroquial dels antics termes de Castellvell i Trevics, ja en el segle xii i fins al segle xix. Fou substituïda per la parròquia de Brics que n'havia estat sufragània.